# كينيتشي أرا
كينيتشي أرا (باليابانية: 阿羅健一؛ بالكانا: あら けんいち) هو ناقد ياباني، ولد في 2 فبراير 1944 في سنداي في اليابان.